# Paul Hermann Kretzschmar
Paul Hermann Kretzschmar (* 31. Mai 1863 in Dresden; † 13. April 1938 ebenda) war ein deutscher Verwaltungsjurist, der von 1908 bis 1923 Stellvertreter der Dresdner Oberbürgermeister Gustav Otto Beutler und Bernhard Blüher war.

## Leben und Wirken
Er war der Sohn des Rechtsanwalts und Stadtrats Alexander Ferdinand Julius Kretzschmar und dessen Ehefrau Auguste Rosalie geborene Däumel. Nach dem Besuch der Dresdner Kreuzschule studierte Kretzschmar Staats- und Rechtswissenschaften an der Universität Leipzig und promovierte zum Dr. jur. 1889 trat er als Referendar in den Dienst der Stadt Dresden. Nach seiner Zeit als Assessor wurde er zunächst Stadtschreiber und 1896 in den Stadtrat gewählt. 1906 erfolgte seine Ernennung zum dritten Bürgermeister der Stadt Dresden. Ab 1. Mai 1908 war er zweiter Bürgermeister und Stellvertreter des Oberbürgermeisters der Stadt. Aus gesundheitlichen Gründen trat er auf eigenen Wunsch zum 30. Juni 1923 im Alter von 60 Jahren in den Ruhestand.
Verdienste erwarb sich Kretzschmar u. a. durch die Erarbeitung einer neuen Bauordnung der Stadt 1905, die Verstaatlichung der Straßenbahn, die Schaffung der Gemeindesteuerordnung und die umsichtige Finanzverwaltung der Stadt während des Ersten Weltkrieges und der ersten Nachkriegsjahre mit der beginnenden Inflation.
Er war Vorsitzender des Museumsvereins des Deutschen Hygiene-Museums in Dresden.
Am 2. Oktober 1893 heiratete er in Leuben Margaretha Helene Sidonie geborene Kauffmann, Tochter des Fabrikbesitzers Carl Emil Otto Kauffmann aus Niedersedlitz.

## Ehrungen
- 1912 Franz-Joseph-Orden[3]
- 1921 Große Ehrengedenkmünze der Stadt Dresden anlässlich seiner 25-jährigen Ratsmitgliedschaft